# Гальперин, Марк Нафтальевич
Марк Нафтальевич Гальперин (2 июня 1922, Ростов-на-Дону, Донская область — 27 августа 1996, Дубна, Московская область) — конструктор крылатых ракет, лауреат Ленинской и Государственной премий.

## Биография
Родился в 1922 году в Ростове-на-Дону.
В 1940 году поступил в Харьковский авиационный институт, после начала войны переведен в Воронежский авиационный институт, в вечернюю смену работал на заводе, на токарном станке вытачивал снаряды. Затем был эвакуирован в Казань.
В 1946 году окончил Казанский авиационный институт, а потом работал там же инженером-конструктором на оборонном предприятии. В 1950—1951 в Иваньково (в настоящее время Дубна)  на опытном заводе № 1.
С ноября 1951 года в МКБ «Радуга»: инженер-конструктор, начальник конструкторской бригады, ведущий конструктор по теме П-15, начальник отдела, начальник комплексного отделения.
Непосредственный  участник разработки  и постановки на серийное производство большинства изделий МКБ «Радуга».
Получил 16 авторских свидетельств на изобретения.

## Награды и звания
- Ленинская премия (1962), за создание ракеты П-15 для ВМФ СССР
- Государственная премия СССР (1985)
- Награждён орденами Трудового Красного Знамени, «Знак Почета», медалями